# Franciszek Jerzy Łakiński

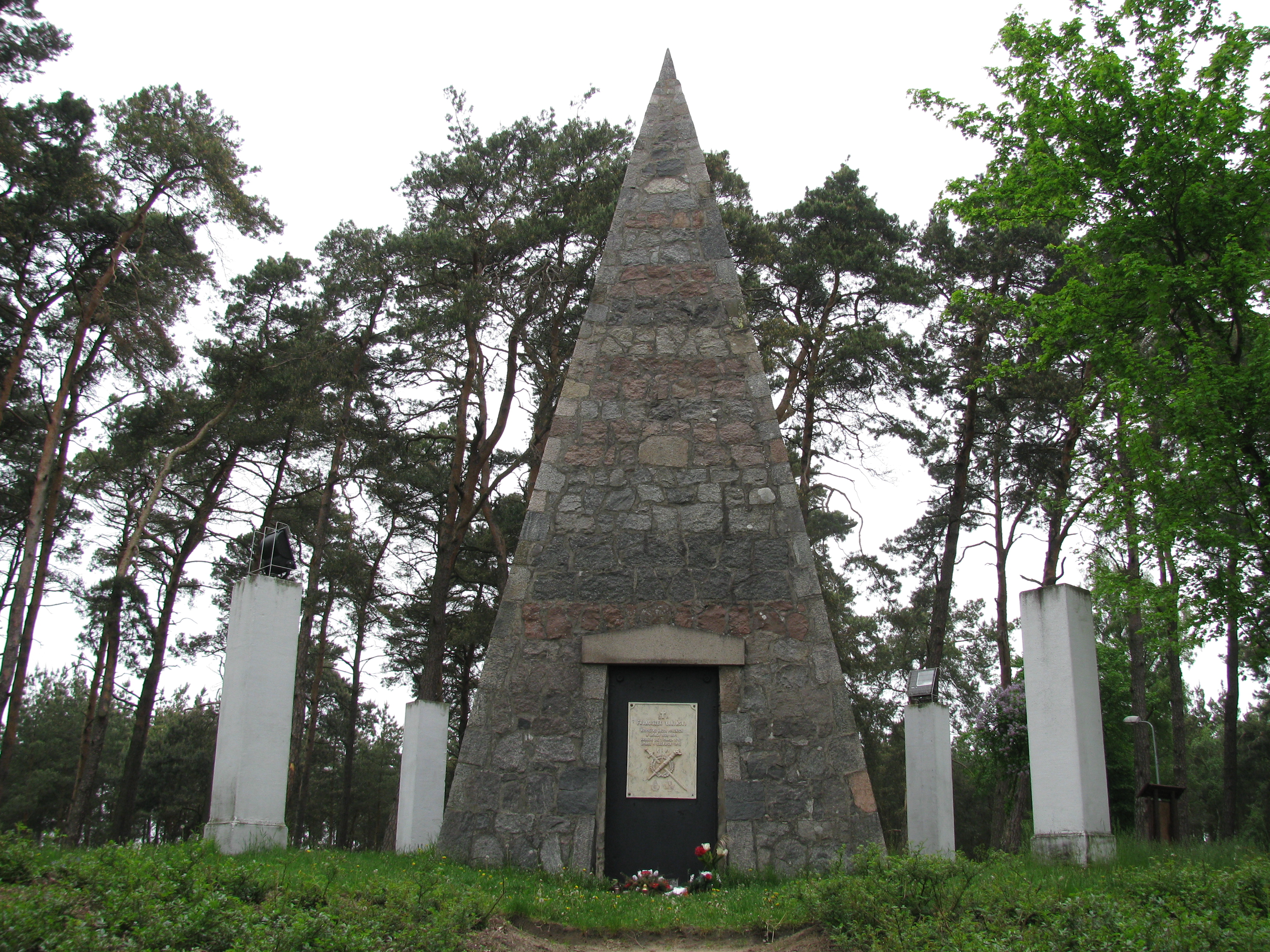
Grobowiec Franciszka Łakińskiego

Franciszek Jerzy Łakiński herbu Pelikan (ur. 10 marca 1767, w majątku Szczerbin gmina Łobżenica powiat pilski zm. 4 czerwca 1845) – polski szlachcic, rotmistrz Armii Księstwa Warszawskiego.
Pochodził ze szlacheckiego rodu pieczętującego się herbem Pelikan. Był synem Wojciecha, właściciela dóbr Szczerbin i Wyrza pod Mroczą oraz Zofii z Grabowskich z Grylewa koło Wągrowca. 10 marca 1767 został ochrzczony w kościele w Gromadnie. Nie zachowały się żadne dane na temat jego edukacji. Po I rozbiorze Polski w 1772 stał się poddanym pruskim.
Będąc pruskim poddanym, w latach 1790–1807 służył jako oficer w armii pruskiej. Zdobył tam odznaczenia: Złoty Krzyż i Krzyż Żelazny. Po pokoju w Tylży Szczerbin został włączony do Księstwa Warszawskiego. Wtedy Łakiński, jako poddany polski,  wstąpił do wojska polskiego walczącego u boku Napoleona Bonaparte. Zasilił szeregi 6 Pułku Ułanów Księstwa Warszawskiego, tworzonego z żołnierzy służących wcześniej w armii pruskiej. W latach 1808–1814 służył w tej jednostce w randze rotmistrza. W kampaniach napoleońskich brał m.in. udział w wojnie polsko-austriackiej. 13 lipca 1809 roku walczył pod Słomnikami jako dowódca szwadronu, pod wodzą księcia Józefa Poniatowskiego. W kampanii rosyjskiej walczył w bitwie pod Ostrownem nad Dźwiną stoczonej 25 lipca 1812. Po tej bitwie chwalono cały 6 Pułk Ułanów, ale wśród wyróżniających się postaci odnotowano Franciszka Łakińskiego. Za udział w walkach został odznaczony Krzyżem Srebrnym Orderu Virtuti Militari oraz francuskim Orderem Legii Honorowej. W wojsku napoleońskim walczył do 1814. Gdy zakończyły się działania wojenne, wystąpił z wojska, powrócił do rodzinnego majątku w Szczerbinie i rozpoczął gospodarowanie w ojczystych dobrach. W 1830 sprzedał Szczerbin i osiedlił się w Wągrowcu. Podjął działalność dobroczynną na rzecz dzieci i ubogich. W Wągrowcu nabył na własność masywny dom wraz ze stajniami i ogrodem za domem oraz parcelę roli na Smolarach nr 17 (dziś ul. Poznańska 4). 30 marca 1836 kupił okazały budynek nr 51 przy rynku wraz ze stajniami, ogrodem i dwie parcele roli od Bernarda Jankowskiego. Od tego samego właściciela tego samego dnia kupił łąkę zwaną Pastewnik nad strumykiem Brody i ogród położony za wągrowiecką Farą. Łakiński ożenił się z Teresą ze Stupeckich, I voto Grabowską. Z małżeństwa tego nie miał dzieci. Żona zmarła w 1836 w wieku 62 lat. 22 grudnia 1837 spisał testament, w którym podzielił swój majątek,  na który składało się m.in. 16750 talarów gotówki. Ponieważ nie miał żadnego spadkobiercy, wynagrodził wiernego sługę Michała Wojciechowskiego przekazując mu domy w Wągrowcu i wszystko co do nich należy, zobowiązując go do dbałości o 9 par szlachetnych gołębi. Zapisał również, aby procent od 6000 talarów przekazywano parom, które brały ślub 4 października w dniu jego imienin. Przeznaczył również coroczny procent od kapitału 500 talarów na chorych ze szpitala, na obuwie dla biednych dzieci oraz na potrzeby sierot z powiatu. 
Sam zaprojektował swój grobowiec w kształcie piramidy o kwadratowej podstawie o boku długości ok. 5 metrów i o wysokości ok. 11 metrów, zbudowanej z ociosanych polnych kamieni, z żelazną bramą prowadzącą do wnętrza.  Przeznaczył 900 talarów na budowę swojego grobowca, 200 talarów na egzotyczne krzewy, kwiaty i róże wokół grobowca, 500 talarów na swój pogrzeb i dla biednych miasta w dniu pogrzebu. Przed śmiercią miał powiedzieć, że gdy sosny posadzone wokół piramidy sięgną ponad jej szczyt, Polska odzyska niepodległość. Niedaleko grobowca znajduje się metalowa rzeźba konia na kolumnie. Legenda głosiła, że jest to miejsce spoczynku konia rotmistrza. Współcześnie uważa się, że jest to znak graniczny z XVIII wieku, który postawiono na styku granic Straszewa (później Wągrowca), Łazisk i Łęgowa.